# 퀵 앤 데드
《퀵 앤 데드》(영어: The Quick and the Dead)는 1995년에 개봉한 미국의 수정주의 서부 영화(Revisionist Western)이다.

## 출연진
- 샤론 스톤 - 엘런 "더 레이디" 매켄지 역
  - 스테이시 램사워 - 어린 엘런 역
- 진 해크먼 - 존 헤러드 역
- 러셀 크로 - 코트 역
- 리어나도 디캐프리오 - 피 "더 키드" 헤러드 역
- 팻 힝글 - 호러스 피닉 역
- 케빈 콘웨이 - 유진 드레드 역
- 키스 데이비드 - 클레이 캔트렐 병장 역
- 랜스 헨릭슨 - "에이스" 핸런 역
- 마크 분 주니어 - "스카스" 역
- 토빈 벨 - 레너드 "도그" 켈리 역
- 레이노어 샤인 - 래치 역
- 래니 로프틴 - 포이 역
- 올리비아 버넷 - 케이티 피닉 역
- 로버츠 블로섬 - "독" 월터 월리스 역
- 게리 시니스 - 매켄지 보안관 역
- 스벤올레 토르센 - "스위드" 구츤 역
- 우디 스트로드 - 찰리 문라이트 역
- 조너선 길 - 스포티드 호스 역
- 제리 스윈들 - 눈이 먼 소년 역
- 브루스 캠벨

## 우리말 녹음
| MBC 성우진 (2000년 4월 15일) - 강희선 - 엘런(샤론 스톤) - 안지환 - 코트(러셀 크로) - 최원형 - 키드(리어나도 디캐프리오) - 황일청 - 헤러드(진 해크먼) - 김현직 - 한규희 - 김태훈 - 이도련 - 탁재인 - 안장혁 - 박지훈 - 변종필 - 김영선 - 김호성 - 이철용 - 최석필 - 김기철 - 김민성 - 김용준 - 박선영 - 송준석 - 이상범 - 한수림 - 김서영 - 이자옥 - 이상훈 - 최한 | KBS 성우진 (2003년 6월 21일) - 강희선 - 엘런(샤론 스톤) - 이완호 - 헤러드(진 해크먼) - 홍시호 - 코트(러셀 크로) - 강수진 - 꼬마(리어나도 디캐프리오) - 김계원 - 월리스(로버츠 블로섬) - 유민석 - 에이스(랜스 헨릭슨) / 구츤(스벤올레 토르센) - 조동희 - 술집 주인(팻 힝글) - 유제상 - 술꾼(케빈 콘웨이) - 강구한 - 캔트렐(키스 데이비드) - 성창수 - 술꾼(마크 분 주니어) - 박규웅 - 켈리(토빈 벨) / 인디언 총잡이(조너선 길) - 서윤석 - 헤러드의 부하(레이노어 샤인) / 포이(래니 로프틴) - 이용순 - 술집 주인의 딸(올리비아 버넷) / 어린 엘런(스테이시 램사워) - 양석정 - 엘런의 아버지(게리 시니스) / 소년(제리 스윈들) - 민지 - 포이의 아들(매슈 골드) |  |